# Repórter em Ação
Repórter em Ação foi um programa de televisão jornalístico semanal brasileiro, produzido e exibido pela RecordTV, que ia ao ar nas noites de domingo a partir das onze e quinze da noite. Estreou em 11 de janeiro de 2015, sob apresentação do jornalista Celso Freitas. Dedicava-se apenas a reprisar reportagens já exibidas pela Record. Saiu do ar em 16 de abril de 2017.
O programa enfrenta na justiça uma ação movida pelo jornalista Ivan Pereira de Juína, Mato Grosso, que é o criador da marca "Repórter em Ação", tendo inclusive o registro da mesma junto ao INPI. Segundo o apresentador, a criação do programa surgiu na época em que trabalhava na TV Cidade Verde em Juína, em 2009. O programa saiu do ar recentemente por estar aguardando uma decisão final do processo. O jornalista pede indenização à RecordTV e ainda que o programa seja retirado do ar. A ação tramita no fórum da comarca de Juína. A RecordTV já apresentou defesa.
Em 16 de abril de 2017, o programa foi exibido pela última vez, já que foi substituído pelo Câmera Record, a partir do dia 23.